# Karstenula stilbostoma
Karstenula stilbostoma är en svampart som först beskrevs av Ellis & Everh., och fick sitt nu gällande namn av M.E. Barr 1990. Karstenula stilbostoma ingår i släktet Karstenula och familjen Melanommataceae.   Inga underarter finns listade i Catalogue of Life.